# 935 a.C.
Il 935 a.C. (CMXXXV a.C. in numeri romani) è un anno  del X secolo a.C.

## Morti
- Tiglatpileser II, re